# رؤساء الوزارة في اليمن الجنوبي
فيما يلي قائم بأسماء من تولى الوزارة في دولة اليمن الجنوبي قبل الوحدة مع اليمن الشمالي.

## رؤساء الوزارة في جمهورية اليمن الجنوبي الشعبية
- فيصل الشعبي 6 ابريل 1969 22 يونيو 1969
- محمد على هيثم 23 يونيو 1969 إلى 2 اغسطس 1971 تم تغيير اسم البلاد في تلك الفترة بالتحديد عام 1971 من جمهورية اليمن الجنوبي الشعبية إلى جمهورية اليمن الديمقراطية الشعبية

## رؤساء الوزارة في جمهورية اليمن الديمقراطية الشعبية
- علي ناصر محمد 2 اغسطس 1971 إلى 8 فبراير 1985
- حيدر أبوبكر العطاس 8 فبراير 1985 8 فبراير 1986
- ياسين سعيد نعمان 8 فبراير 1986 إلى 22 مايو 1990

## رؤساء الوزارة في الجمهورية اليمنية أثناء الحرب الاهلية1994
- حيدر أبوبكر العطاس